# Estat de Hannover
L'Estat de Hannover (Land Hannover) va ser un estat de curta durada dins de la zona britànica d'Alemanya ocupada pels Aliats. Va existir durant 92 dies en el transcurs de la dissolució de l'Estat Lliure de Prússia després de la Segona Guerra Mundial fins a la fundació de la Baixa Saxònia el 1946. L'estat es basava en l'antic Regne de Hannover, annexat per Prússia el 1866, i es reflectia en l'emblema estatal, el cavall saxó (Sachsenross). Després de la fundació de la Baixa Saxònia amb la fusió de Hannover amb diversos estats més petits, el nou estat continuaria utilitzant els emblemes de Hannover.
L'Estat d'Hannover cobria el territori de l'antiga província prussiana de Hannover, sense les parts orientals que havien passat a formar part de la zona d'ocupació soviètica, després de la Segona Guerra Mundial (Amt Neuhaus i la part oriental de Bleckede, Elbingerode i Ilfeld). Per tant, incloïa el 85 per cent de l'estat actual de Baixa Saxònia.

## Història
Va ser fundat sota l'Ordenança núm. 46 del govern militar britànic del 23 d'agost de 1946 "relatiu a la dissolució de les províncies de l'antic Estat de Prússia a la zona britànica i la seva recreació com a estats independents". El seu primer ministre-president va ser el polític socialdemòcrata Hinrich Wilhelm Kopf.
No obstant això, el 23 de novembre de 1946, el Govern militar britànic va aprovar la formació del nou estat de Baixa Saxònia a partir de la unificació dels estats alemanys de Brunsvic, Oldenburg i Schaumburg-Lippe amb Hannover a instàncies dels seus líders alemanys. Kopf també va discutir altres opcions territorials per a un estat de Baixa Saxònia que hauria inclòs Bremen i la regió d'Ostwestfalen-Lippe.
Com les parts orientals de Hannover, les zones orientals de Brunsvic que havien caigut a la zona soviètica, incloent l'antic comtat de Blankenburg i l'enclavament de Calvörde (part del districte de Helmstedt) van ser excloses i posteriorment integrades a l'estat alemany oriental de Saxònia-Anhalt. Només l'Amt Neuhaus i les parts de Bleckede, que també havien passat al territori ocupat per la Unió Soviètica, es van tornar a unir amb la Baixa Saxònia després de la reunificació d'Alemanya el 1993.

## Ministre-President de l'Estat de Hannover
- 1946-1946: Hinrich Wilhelm Kopf (SPD)